# حديد أرضي

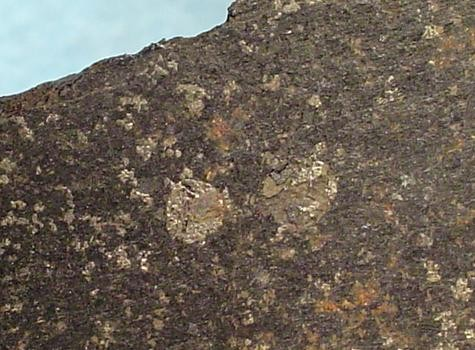
لوح من البازلت ، شوائب الحديد المحلي من إيفاق (أوفيفاك)، جزيرة ديسكو (الحجم: 7.8 × 3.5 × 0.6 سم)

الحديد الأرضي (أو الحديد التيلوري كما يدعى الحديد الطبيعي)، هو الحديد الذي نشأ على الأرض، ويوجد في شكل معدني بدلا من خام الحديد.الحديد الأرضي نادر للغاية
ولايوجد منة رواسب كبيرة الا في جرينلاند.
الحديد التيلوري يشبه الحديد النيزكي، في أنه يحتوي على كمية كبيرة من النيكل وأشكال فيدمان شتيتن ومع ذلك، الحديد التيلوري يحتوي عادة على حوالي 3٪ من النيكل، وهي كمية منخفضة جداً مقارنة مع النيازك. وهناك نوعان من الحديد التيلوري . كل من النوع 1 والنوع 2 تحتوي على كميات مماثلة من النيكل وغيرها من الشوائب. والفرق الرئيسي بين الاثنين هو محتوى الكربون.